# Moekyun@Movie
Moekyun@Movie (萌えキュン＠MOVIE Akihabara Trilogy) là một chuỗi các bộ phim được thực hiện tại Akihabara, Tokyo, Nhật Bản. Bối cảnh của các bộ phim xoay quanh văn hoá cosplay và otaku, liên hệ với địa điểm quay phim, với các chủ đề như maid café và việc sưu tầm các mô hình action.

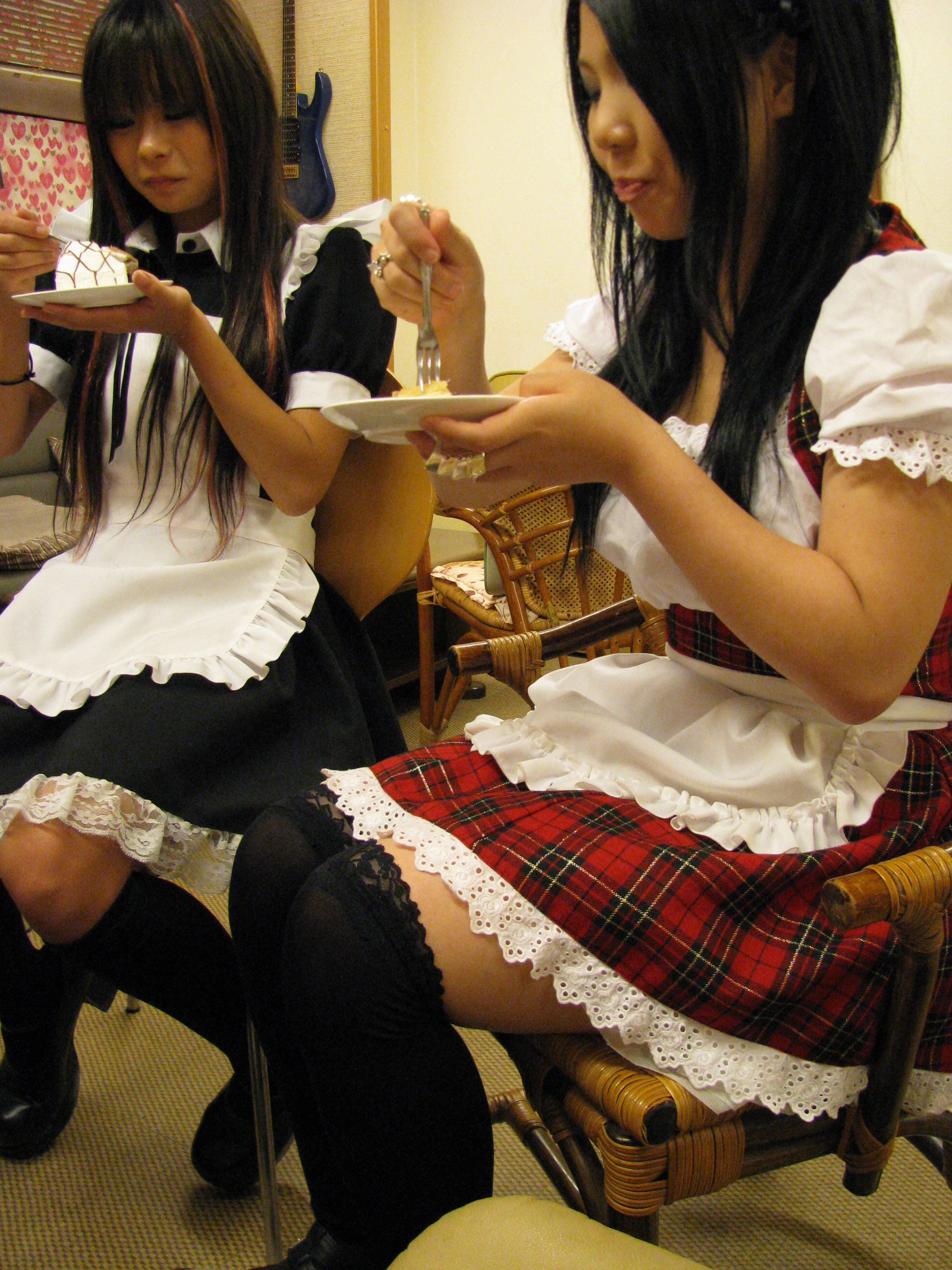
Các cửa hàng giống thật như bức ảnh maid café đã tạo nguồn cảm hứng cho các bộ phim

Chuỗi phim được sản xuất bởi VAP, và nhà phân phối Asia Pulp Cinema đã phát hành bộ ba phim trên đĩa DVD tại Hoa Kỳ.

## Các bộ phim trong tuyển tập
| Tiêu đề gốc            | Rōmaji                 | Tiêu đề Anh ngữ           | Đạo diễn         |
| ---------------------- | ---------------------- | ------------------------- | ---------------- |
| 猫耳少女キキ           | Nekomimi Shōjo Kiki    | Cat Girl Kiki (2006)      | Akiyoshi Sugiura |
| 聖・美少女フィギュア伝 | Sei Bishōjo Figyua Den | Legend of the Doll (2006) | Toshiro Goto     |
| 恋するメイドカフェ     | Koisuru Maid Cafe      | Pretty Maid Café (2006)   | Akiyoshi Sugiura |